# Ресторан «Кінець світу»
«Ресторан „Кінець світу“» або «Ресторан на краю Всесвіту» (1980, англ. The Restaurant at the End of the Universe) — гумористичний науково-фантастичний роман британського письменника Дугласа Адамса. Друга частина серії «Путівник Галактикою».
На створення книги надихнула пісня «Grand Hotel» британського рок-гурту Procol Harum. Безпосередньо слідуючи за подіями попередньої книги, вона продовжує пригоди Артура Дента, Форда Префекта та екіпажу зорельота «Золоте серце» під час їхньої подорожі Всесвітом та розкриття його химерних таємниць.

## Історія
Ресторан «Кінець світу», як і перша книга «Путівник Галактикою для космотуристів», була створена за мотивами радіопостановки, що лунала на хвилях BBC Radio 4. Автор не планував продовжувати серію, але комерційний успіх змусив Дугласа Адамса переглянути свої наміри, і в світ вийшли ще три книги серії та оповідання «Молодий Зафод розважається».

## Переклад українською
- Адамс Дуглас. Ресторан на краю Всесвіту. Переклад з англійської: Павло Насада. Київ: журнал «Всесвіт». 1996. № 3, стор. 3-103
- Адамс Дуґлас. Ресторан «Кінець світу». Переклад з англійської: Олексій Антомонов. Тернопіль: НК-Богдан. 2016. 240 стор. ISBN 978-966-10-4648-0 (серія «Горизонти фантастики»)
  - (альтернативна серія) Адамс Дуґлас. Ресторан «Кінець світу». Переклад з англійської: Олексій Антомонов. Тернопіль: НК-Богдан. 2016. 240 стор. ISBN 978-966-10-4677-0 (серія «Диван»)